# Liste der Ständigen Vertreter der Türkei bei der NATO
Diese Liste umfasst die Ständigen Vertreter der Türkei bei der Organisation des Nordatlantikvertrags (NATO) in Brüssel.

## Ständige Vertreter
- 1952–1954: Fatin Rüştü Zorlu
- 1954–1957: Mehmet Ali Tiney
- 1957–1960: Selim Rauf Sarper
- 1960–1960: Ali Haydar Görk
- 1960–1972: Muharrem Nuri Birgi
- 1972–1976: Orhan Eralp
- 1976–1978: Coşkun Kırca
- 1978–1988: Osman Olcay
- 1988–1989: Tugay Özçeri
- 1989–1991: Ünal Ünsal
- 1991–1997: Tugay Özçeri
- 1997–2002: Onur Öymen
- 2002–2004: Ahmet Üzümcü
- 2004–2006: Ümit Pamir
- 2006–2009: Tacan İldem
- 2009–2013: Haydar Berk
- seit 2013: Mehmet Fatih Ceylan